# Paolo Samengo
Paolo Samengo (Genova, 1797 – 1863) è stato un danzatore e coreografo italiano.
Figlio di Angelo, da una numerosa famiglia di commercianti genovesi. Gli altri fratelli furono Colomba, Rosa, Geronima, Bianca, Giuseppe ed Agostino quest'ultimo trasferitosi a Trieste ospitò e suonò il piano, da dilettante, con l'amico Nicolò Paganini.
Paolo Samengo nel 1820 ebbe come maestro Louis Duport a Vienna.
Dopo aver fatto il suo debutto come coreografo a Napoli, nel 1827 tornò a Vienna al Teatro Kärntnertor, dove coreografò l'Ottavio Pinelli diretto da Domenico Barbaja, con Amalia Brugnoli prima ballerina. 
Fu primo ballerino, coreografo ed autore al Regio Teatro San Carlo di Napoli.
A Napoli danzò con le ballerine Elisa Vaque-Moulin e Amalia Brugnoli, entrambe pioniere del ballo sulle punte che per l'epoca costituiva una tecnica estremamente avanzata. Con la Brugnoli, che si era trasferita a Napoli, strinse anche un rapporto sentimentale che sfociò nelle nozze nel 1828.
Nel 1832 i Samengo apparvero insieme al King's Theatre di Londra, dove i critici applaudirono la precisione "infallibile" del ballo sulle punte di Amalia.
Sono stati una coppia che ha danzato in tutti i teatri d'Italia e d'Europa. 
Si ritirarono dalle scene nel 1837, anno di nascita del loro primogenito Federico a cui seguì un secondo figlio, Giuseppe, nel 1844.